# NGC 578
NGC 578 (другие обозначения — ESO 476-15, MCG −4-4-20, UGCA 18, AM 0128-225, IRAS01280-2255, PGC 5619) — спиральная галактика с перемычкой (SBc) в созвездии Кит. Открыта Джоном Гершелем в 1835 году. Описание Дрейера: «яркий, крупный и заметно вытянутый объект, более яркий в середине».
Для этой галактики была построена карта распределения скоростей с пространственным разрешением в 185 парсек.
Этот объект входит в число перечисленных в оригинальной редакции «Нового общего каталога».